# Perdita picturata
Perdita picturata är en biart som beskrevs av Timberlake 1960. Perdita picturata ingår i släktet Perdita och familjen grävbin. Inga underarter finns listade i Catalogue of Life.